# Isaac Kiese Thelin
Isaac Kiese Thelin (Örebro, 24 giugno 1992) è un calciatore svedese, attaccante svincolato.

## Biografia
Nonostante sia comunemente noto con il cognome di Kiese Thelin, il quale viene da lui indossato anche sul retro delle maglie da calcio, il suo cognome registrato all'anagrafe è in realtà solamente Thelin, mentre Kiese è il secondo nome. Lo ha rivelato lo stesso giocatore in un'intervista nell'aprile 2024.

## Carriera

### Club

#### Gli esordi
Nato da padre congolese e madre svedese, Kiese Thelin inizia la sua carriera nel Karlslunds IF, piccolo club della città di Örebro in cui giocava da quando aveva cinque anni. In prima squadra gioca tre stagioni, militando rispettivamente nei campionati di Division 1, Division 2 e Division 3.
Nell'estate del 2011 avviene il passaggio all'IFK Norrköping, squadra ritornata nella massima serie proprio quell'anno; Kiese Thelin fa tuttavia il suo debutto in Allsvenskan solo l'anno seguente, quando segna 1 gol in 11 presenze partendo prevalentemente dalla panchina. Nel 2013 conquista un posto stabile nell'undici di partenza di Janne Andersson.
Nel luglio 2014 il Norrköping lo cede al Malmö FF, evitando di perderlo a parametro zero nel momento in cui sarebbe scaduto il suo contratto a fine stagione. Con gli azzurri, oltre a vincere il campionato 2014, colleziona 12 presenze nella Champions League 2014-2015, 6 delle quali relative alla fase a gironi.

#### Bordeaux
Il 22 gennaio 2015 viene ufficializzato il passaggio di Kiese Thelin ai francesi del Bordeaux, con un contratto valido fino al 2019. Due giorni dopo fa il suo esordio ufficiale, rimanendo in campo per tutti i 90 minuti nel pareggio a reti bianche contro il Bastia. Nell'arco di una stagione intera più due mezze stagioni, totalizza complessivamente 29 presenze e 3 reti in Ligue 1.

#### Anderlecht e i prestiti
Il 5 gennaio 2017 viene ceduto all'Anderlecht con la formula del prestito con diritto di riscatto. Debutta il 22 gennaio nella partita contro il Sint-Truiden, dove serve un assist per il gol del definitivo 3-1 di Tielemans. Il 23 marzo segna il primo gol con la maglia dell'Anderlecht nel ritorno dei sedicesimi di Europa League contro lo Zenit San Pietroburgo, una rete determinante perché consente ai belgi di eliminare la squadra russa dopo che quest'ultima era riuscita a ribaltare il risultato dell'andata. Torna a segnare il 7 maggio nei play-off scudetto di campionato contro lo Zulte Waregem. L'Anderlecht si laurea Campione del Belgio per la trentaquattresima volta.
Il 24 maggio Anderlecht e Bordeaux si accordano per prolungare il prestito ai belgi per un'ulteriore stagione, ma il 31 agosto 2017 il club biancoviola acquista Kiese Thelin a titolo definitivo per poi girarlo immediatamente al Waasland-Beveren, con cui giunge al terzo posto della classifica marcatori dell'intero campionato di Pro League grazie ai suoi 17 gol personali.
Per la stagione 2018-2019 sono invece i tedeschi del Bayer Leverkusen ad ingaggiare in prestito il giocatore, il quale però non riesce a trovare particolare successo, dato che in Bundesliga gioca solo 6 partite ad inizio stagione senza trovare la via del gol, mentre in Europa League segna contro il Ludogorec l'unica rete in 6 match nella competizione. A fine stagione il Bayer decide di non avvalersi dell'opzione di acquisto, così Kiese Thelin fa ritorno all'Anderlecht.
Per la stagione 2020 viene prestato al Malmö FF, suo vecchio club. Con 14 reti in 25 presenze contribuisce alla conquista del titolo nazionale.
Il 5 gennaio 2021 si unisce al club turco del Kasımpaşa in prestito fino al termine della stagione. In questo periodo, da gennaio a maggio, disputa 21 gare di campionato realizzando 9 reti.
Rientrato all'Anderlecht, Kiese Thelin gioca 5 partite di Jupiler Pro League (segnando complessivamente un gol), poi nel settembre 2021 approda negli Emirati Arabi Uniti con un contratto da parte del Baniyas valido fino al 2024. La sua permanenza nella squadra emiratina tuttavia dura circa sei mesi dato che nel marzo 2022 rescinde, essendo in odore di tornare in Svezia al Malmö FF.

#### Nuovo ritorno in Svezia
Il 16 marzo 2022 i campioni di Svezia in carica del Malmö FF annunciano l'arrivo a parametro zero di Kiese Thelin, il quale inizia di fatto la sua terza parentesi personale in maglia celeste, con un contratto fino al dicembre 2025. Nell'Allsvenskan 2022 segna complessivamente 12 reti in 23 partite, che non evitano però alla squadra il settimo posto in classifica. Il Malmö è tornato invece campione al termine dell'Allsvenskan 2023, edizione che ha visto Kiese Thelin issarsi a capocannoniere con 16 gol (di cui 4 su rigore) a fronte di 28 presenze. L'anno seguente è vice capocannoniere di un campionato nuovamente terminato in favore del Malmö, vinto anche grazie ai 15 gol in 26 partite di Kiese Thelin.
Il 31 luglio 2025, viene annunciata la rescissione del contratto che lo legava al club svedese.

### Nazionale
Con la maglia della Svezia Under-21, il 14 ottobre 2014 Kiese Thelin ha segnato una doppietta nella sfida di ritorno dei play-off per qualificarsi agli Europei di categoria. Il 4-1 contro i pari età francesi ha permesso agli scandinavi di ribaltare la sconfitta per 2-0 dell'andata. L'attaccante è stato poi incluso tra i 23 convocati che nel giugno seguente hanno alzato il trofeo. Un suo calcio di rigore ha permesso agli svedesi di battere l'Italia nella fase a gruppi. Nella finale vinta ai rigori contro il Portogallo, ha realizzato il proprio tiro dal dischetto.
Il 15 novembre 2014 ha debuttato con la nazionale maggiore, subentrando negli ultimi 5 minuti di Montenegro-Svezia (1-1). Non figura tra i 23 convocati del CT Erik Hamrén per gli Europei 2016, essendo stato nominato solo come riserva in caso di qualche forfait.

## Statistiche

### Presenze e reti nei club
Statistiche aggiornate al 16 marzo 2025.
| Stagione              | Squadra               | Campionato            | Campionato | Campionato | Coppe nazionali | Coppe nazionali | Coppe nazionali | Coppe continentali | Coppe continentali | Coppe continentali | Altre coppe | Altre coppe | Altre coppe | Totale | Totale |
| Stagione              | Squadra               | Comp                  | Pres       | Reti       | Comp            | Pres            | Reti            | Comp               | Pres               | Reti               | Comp        | Pres        | Reti        | Pres   | Reti   |
| --------------------- | --------------------- | --------------------- | ---------- | ---------- | --------------- | --------------- | --------------- | ------------------ | ------------------ | ------------------ | ----------- | ----------- | ----------- | ------ | ------ |
| 2009                  | Karlslunds IF         | A                     | 6          | 0          | CS              | -               | -               | -                  | -                  | -                  | -           | -           | -           | 6      | 0      |
| 2010                  | Karlslunds IF         | S                     | 21         | 10         | CS              | -               | -               | -                  | -                  | -                  | -           | -           | -           | 21     | 10     |
| 2011                  | Karlslunds IF         | D1                    | 17         | 8          | CS              | -               | -               | -                  | -                  | -                  | -           | -           | -           | 17     | 8      |
| Totale Karlslunds IF  | Totale Karlslunds IF  | Totale Karlslunds IF  | 44         | 18         |                 | -               | -               |                    | -                  | -                  |             | -           | -           | 44     | 18     |
| 2011                  | IFK Norrköping        | A                     | 0          | 0          | CS              | 0               | 0               | -                  | -                  | -                  | -           | -           | -           | 0      | 0      |
| 2012                  | IFK Norrköping        | A                     | 11         | 2          | CS              | 1               | 0               | -                  | -                  | -                  | -           | -           | -           | 12     | 2      |
| 2013                  | IFK Norrköping        | A                     | 25         | 4          | CS              | 4               | 0               | -                  | -                  | -                  | -           | -           | -           | 29     | 4      |
| gen.-lug. 2014        | IFK Norrköping        | A                     | 12         | 0          | CS              | 2               | 0               | -                  | -                  | -                  | -           | -           | -           | 14     | 0      |
| Totale IFK Norrköping | Totale IFK Norrköping | Totale IFK Norrköping | 48         | 6          |                 | 7               | 0               |                    | -                  | -                  |             | -           | -           | 55     | 6      |
| lug. 2014-gen. 2015   | Malmö FF              | A                     | 14         | 5          | CS              | 0               | 0               | UCL                | 12                 | 2                  | SS          | -           | -           | 26     | 7      |
| gen.-mag. 2015        | Bordeaux              | L1                    | 15         | 1          | CF+CdL          | -               | -               | -                  | -                  | -                  | -           | -           | -           | 15     | 1      |
| 2015-2016             | Bordeaux              | L1                    | 7          | 0          | CF+CdL          | 0               | 0               | UEL                | 5                  | 1                  | -           | -           | -           | 12     | 1      |
| 2016-gen. 2017        | Bordeaux              | L1                    | 7          | 2          | CF+CdL          | 0+2             | 0               | -                  | -                  | -                  | -           | -           | -           | 9      | 2      |
| Totale Bordeaux       | Totale Bordeaux       | Totale Bordeaux       | 29         | 3          |                 | 2               | 0               |                    | 5                  | 1                  |             | -           | -           | 36     | 4      |
| gen.-giu. 2017        | Anderlecht            | D1                    | 6+10       | 0+1        | CB              | -               | -               | UCL+UEL            | 0+6                | 0+1                | -           | -           | -           | 22     | 2      |
| lug.-ago. 2017        | Anderlecht            | D1                    | 2          | 0          | CB              | 0               | 0               | UCL                | 0                  | 0                  | SB          | 1           | 0           | 3      | 0      |
| ago. 2017-2018        | Waasland-Beveren      | D1                    | 25+8       | 16+3       | CB              | 3               | 0               | -                  | -                  | -                  | -           | -           | -           | 36     | 19     |
| 2018-2019             | Bayer Leverkusen      | BL                    | 6          | 0          | CG              | 2               | 0               | UEL                | 6                  | 1                  | -           | -           | -           | 14     | 1      |
| 2019-2020             | Anderlecht            | D1                    | 10         | 0          | CB              | 2               | 1               | -                  | -                  | -                  | -           | -           | -           | 12     | 1      |
| 2020                  | Malmö FF              | A                     | 25         | 14         | CS              | 4               | 0               | UEL                | 2                  | 1                  | -           | -           | -           | 31     | 14     |
| ago.-dic. 2020        | Malmö FF              | -                     | -          | -          | -               | -               | -               | UEL                | 3                  | 2                  | -           | -           | -           | 3      | 2      |
| gen.-giu. 2021        | Kasımpaşa             | SL                    | 21         | 9          | CT              | 1               | 0               | -                  | -                  | -                  | -           | -           | -           | 22     | 9      |
| lug.-set. 2021        | Anderlecht            | D1                    | 5          | 1          | CB              | 0               | 0               | UECL               | 3                  | 0                  | -           | -           | -           | 8      | 1      |
| Totale Anderlecht     | Totale Anderlecht     | Totale Anderlecht     | 33         | 2          |                 | 2               | 1               |                    | 9                  | 1                  |             | 1           | 0           | 45     | 4      |
| set. 2021-mar. 2022   | Baniyas               | PL                    | 17         | 6          | CU+CdL          | 4+4             | 0               | -                  | -                  | -                  | -           | -           | -           | 25     | 6      |
| mar.-dic. 2022        | Malmö FF              | A                     | 23         | 12         | CS              | 2               | 1               | -                  | -                  | -                  | -           | -           | -           | 25     | 13     |
| 2023                  | Malmö FF              | A                     | 28         | 16         | CS              | 5               | 3               | UCL+UEL            | 3+10               | 0+3                | -           | -           | -           | 46     | 22     |
| 2024                  | Malmö FF              | A                     | 26         | 15         | CS              | 5               | 4               | -                  | -                  | -                  | -           | -           | -           | 31     | 19     |
| 2025                  | Malmö FF              | A                     | 0          | 0          | CS              | 5               | 5               | UCL+UEL            | 6+5                | 0                  | -           | -           | -           | 16     | 5      |
| Totale Malmö          | Totale Malmö          | Totale Malmö          | 116        | 62         |                 | 21              | 13              |                    | 41                 | 8                  |             | -           | -           | 178    | 83     |
| Totale carriera       | Totale carriera       | Totale carriera       | 347        | 125        |                 | 46              | 14              |                    | 61                 | 11                 |             | 1           | 0           | 455    | 150    |

### Cronologia presenze e reti in nazionale
| Cronologia completa delle presenze e delle reti in nazionale ― Svezia | Cronologia completa delle presenze e delle reti in nazionale ― Svezia | Cronologia completa delle presenze e delle reti in nazionale ― Svezia | Cronologia completa delle presenze e delle reti in nazionale ― Svezia | Cronologia completa delle presenze e delle reti in nazionale ― Svezia | Cronologia completa delle presenze e delle reti in nazionale ― Svezia | Cronologia completa delle presenze e delle reti in nazionale ― Svezia | Cronologia completa delle presenze e delle reti in nazionale ― Svezia |
| Data                                                                  | Città                                                                 | In casa                                                               | Risultato                                                             | Ospiti                                                                | Competizione                                                          | Reti                                                                  | Note                                                                  |
| --------------------------------------------------------------------- | --------------------------------------------------------------------- | --------------------------------------------------------------------- | --------------------------------------------------------------------- | --------------------------------------------------------------------- | --------------------------------------------------------------------- | --------------------------------------------------------------------- | --------------------------------------------------------------------- |
| 15-11-2014                                                            | Podgorica                                                             | Montenegro                                                            | 1 – 1                                                                 | Svezia                                                                | Qual. Euro 2016                                                       | -                                                                     | 86’                                                                   |
| 18-11-2014                                                            | Marsiglia                                                             | Francia                                                               | 1 – 0                                                                 | Svezia                                                                | Amichevole                                                            | -                                                                     | 67’                                                                   |
| 15-1-2015                                                             | Abu Dhabi                                                             | Svezia                                                                | 2 – 0                                                                 | Costa d'Avorio                                                        | Amichevole                                                            | -                                                                     | 82’                                                                   |
| 19-1-2015                                                             | Abu Dhabi                                                             | Svezia                                                                | 0 – 1                                                                 | Finlandia                                                             | Amichevole                                                            | -                                                                     | 59’                                                                   |
| 27-3-2015                                                             | Chișinău                                                              | Moldavia                                                              | 0 – 2                                                                 | Svezia                                                                | Qual. Euro 2016                                                       | -                                                                     | 70’                                                                   |
| 5-9-2015                                                              | Tušino                                                                | Russia                                                                | 1 – 0                                                                 | Svezia                                                                | Qual. Euro 2016                                                       | -                                                                     | 82’                                                                   |
| 8-9-2015                                                              | Solna                                                                 | Svezia                                                                | 1 – 4                                                                 | Austria                                                               | Qual. Euro 2016                                                       | -                                                                     | 62’                                                                   |
| 30-5-2016                                                             | Malmö                                                                 | Svezia                                                                | 0 – 0                                                                 | Slovenia                                                              | Amichevole                                                            | -                                                                     |                                                                       |
| 11-11-2016                                                            | Saint-Denis                                                           | Francia                                                               | 2 – 1                                                                 | Svezia                                                                | Qual. Mondiali 2018                                                   | -                                                                     | 73’                                                                   |
| 15-11-2016                                                            | Budapest                                                              | Ungheria                                                              | 0 – 2                                                                 | Svezia                                                                | Amichevole                                                            | 1                                                                     | 74’                                                                   |
| 25-3-2017                                                             | Solna                                                                 | Svezia                                                                | 4 – 0                                                                 | Bielorussia                                                           | Qual. Mondiali 2018                                                   | 1                                                                     | 74’                                                                   |
| 28-3-2017                                                             | Funchal                                                               | Portogallo                                                            | 2 – 3                                                                 | Svezia                                                                | Amichevole                                                            | -                                                                     |                                                                       |
| 3-9-2017                                                              | Borisov                                                               | Bielorussia                                                           | 0 – 4                                                                 | Svezia                                                                | Qual. Mondiali 2018                                                   | -                                                                     | 85’                                                                   |
| 7-10-2017                                                             | Solna                                                                 | Svezia                                                                | 8 – 0                                                                 | Lussemburgo                                                           | Qual. Mondiali 2018                                                   | -                                                                     | 74’                                                                   |
| 10-10-2017                                                            | Amsterdam                                                             | Paesi Bassi                                                           | 2 – 0                                                                 | Svezia                                                                | Qual. Mondiali 2018                                                   | -                                                                     | 76’                                                                   |
| 10-11-2017                                                            | Solna                                                                 | Svezia                                                                | 1 – 0                                                                 | Italia                                                                | Qual. Mondiali 2018                                                   | -                                                                     | 75’                                                                   |
| 13-11-2017                                                            | Milano                                                                | Italia                                                                | 0 – 0                                                                 | Svezia                                                                | Qual. Mondiali 2018                                                   | -                                                                     | 54’ 69’                                                               |
| 27-3-2018                                                             | Craiova                                                               | Romania                                                               | 1 – 0                                                                 | Svezia                                                                | Amichevole                                                            | -                                                                     | 70’                                                                   |
| 2-6-2018                                                              | Solna                                                                 | Svezia                                                                | 0 – 0                                                                 | Danimarca                                                             | Amichevole                                                            | -                                                                     | 65’                                                                   |
| 9-6-2018                                                              | Göteborg                                                              | Svezia                                                                | 0 – 0                                                                 | Perù                                                                  | Amichevole                                                            | -                                                                     | 75’                                                                   |
| 18-6-2018                                                             | Nižnij Novgorod                                                       | Svezia                                                                | 1 – 0                                                                 | Corea del Sud                                                         | Mondiali 2018 - 1º turno                                              | -                                                                     | 77’                                                                   |
| 23-6-2018                                                             | Soči                                                                  | Germania                                                              | 2 – 1                                                                 | Svezia                                                                | Mondiali 2018 - 1º turno                                              | -                                                                     | 90+1’                                                                 |
| 27-6-2018                                                             | Ekaterinburg                                                          | Messico                                                               | 0 – 3                                                                 | Svezia                                                                | Mondiali 2018 - 1º turno                                              | -                                                                     | 68’                                                                   |
| 3-7-2018                                                              | San Pietroburgo                                                       | Svezia                                                                | 1 – 0                                                                 | Svizzera                                                              | Mondiali 2018 - Ottavi di finale                                      | -                                                                     | 90+1’                                                                 |
| 6-9-2018                                                              | Praga                                                                 | Austria                                                               | 2 – 0                                                                 | Svezia                                                                | Amichevole                                                            | -                                                                     | 46’                                                                   |
| 10-9-2018                                                             | Solna                                                                 | Svezia                                                                | 2 – 3                                                                 | Turchia                                                               | UEFA Nations League 2018-2019 - 1º turno                              | 1                                                                     |                                                                       |
| 11-10-2018                                                            | Kaliningrad                                                           | Russia                                                                | 0 – 0                                                                 | Svezia                                                                | UEFA Nations League 2018-2019 - 1º turno                              | -                                                                     | 71’                                                                   |
| 17-11-2018                                                            | Eskişehir                                                             | Turchia                                                               | 0 – 1                                                                 | Svezia                                                                | UEFA Nations League 2018-2019 - 1º turno                              | -                                                                     | 90’                                                                   |
| 20-11-2018                                                            | Solna                                                                 | Svezia                                                                | 2 – 0                                                                 | Russia                                                                | UEFA Nations League 2018-2019 - 1º turno                              | -                                                                     | 71’                                                                   |
| 2-9-2021                                                              | Solna                                                                 | Svezia                                                                | 2 – 1                                                                 | Spagna                                                                | Qual. Mondiali 2022                                                   | -                                                                     | 84’                                                                   |
| 5-9-2021                                                              | Solna                                                                 | Svezia                                                                | 2 – 1                                                                 | Uzbekistan                                                            | Amichevole                                                            | -                                                                     |                                                                       |
| 8-9-2021                                                              | Atene                                                                 | Grecia                                                                | 2 – 1                                                                 | Svezia                                                                | Qual. Mondiali 2022                                                   | -                                                                     | 88’ 89’                                                               |
| 12-1-2024                                                             | Paphos                                                                | Svezia                                                                | 2 – 1                                                                 | Estonia                                                               | Amichevole                                                            | 1                                                                     | Cap. 76’                                                              |
| Totale                                                                |                                                                       | Presenze                                                              | 33                                                                    |                                                                       | Reti                                                                  | 5                                                                     |                                                                       |

## Palmarès

### Club

#### Competizioni nazionali
- Campionato svedese: 4

Malmö: 2014, 2020, 2023, 2024
- Coppa di Svezia: 2

Malmö: 2021-2022, 2023-2024
- Supercoppa di Svezia: 1

Malmö: 2014
- Campionato belga: 1

Anderlecht : 2016-2017
- Supercoppa belga: 1

Anderlecht: 2017

### Nazionale
- Campionato d'Europa Under-21: 1

2015

### Individuale
- Capocannoniere del campionato svedese: 1

2023 (16 reti)